# 鴉
鴉，是鳥綱雀形目的一種鳥類。廣義是指鴉科，狹義是指鴉科所屬的幾種鳥類，包括烏鴉、寒鴉、渡鴉、老鴰等。其特徵為嘴大且堅實、翼長、腳有力，色黑者稱為「烏」，背灰者稱為「鴉」，一般人多不加以細分，合稱為「烏鴉」。

## 釋義
李時珍撰《本草綱目》記載，烏鴉又名鴉烏、老雅、預、匹居、楚烏、大嘴烏。 《廣雅》云：「純黑反哺者，謂之烏。小而腹下白，不反哺者，謂之鴉烏。古有鴉經占吉凶，南人喜鵲惡鴉，北人反之，師曠以白項者爲不祥。亦作鵶。」
「鴉」的廣義定義是指鴉科，物種包括星鴉、山鴉、松鴉、喜鵲、樹鵲、山鵲、藍鵲等23屬鳥類；狹義定義為鴉屬及相關的幾個屬，寒鴉在物種分類上屬於獨立的屬，但通俗上也包含在狹義範圍的鴉。
- 烏鴉
- 渡鴉
- 寒鴉
- 老鴉

## 傳說
美国原住民相信渡鸦创造大地，渡鸦虽然非常狡猾，但是依然是在原住民社区非常普及的图腾。北欧神话中的主神奥丁经常徵求渡鸦的意见。欧洲在中世纪将渡鸦看作是雄性生机的象徵，除此之外还有渡鸦与狼一起狩猎的传说。中国北方以烏鴉比喻為慈、孝的象徵，远古东亚存在鸦崇拜，称为“金乌”，是太阳的象征。 近世满族也有鸦、鹊崇拜，满族院落设立高杆，杆顶设一斗，斗内放置肉、内脏、米等食物以饲鸦鹊。
鸦的黑色羽毛、腐食习性及历史遗留的偏见，一直被看作死亡、灾难、疾病、不公正等的象征，许多文化将鸦类看作是恶运前兆和邪恶同伴。西方文化将鸦与阴暗、悲伤和死亡连接在一起，中國南方以烏鴉的叫聲為不祥之兆。

## 圖像

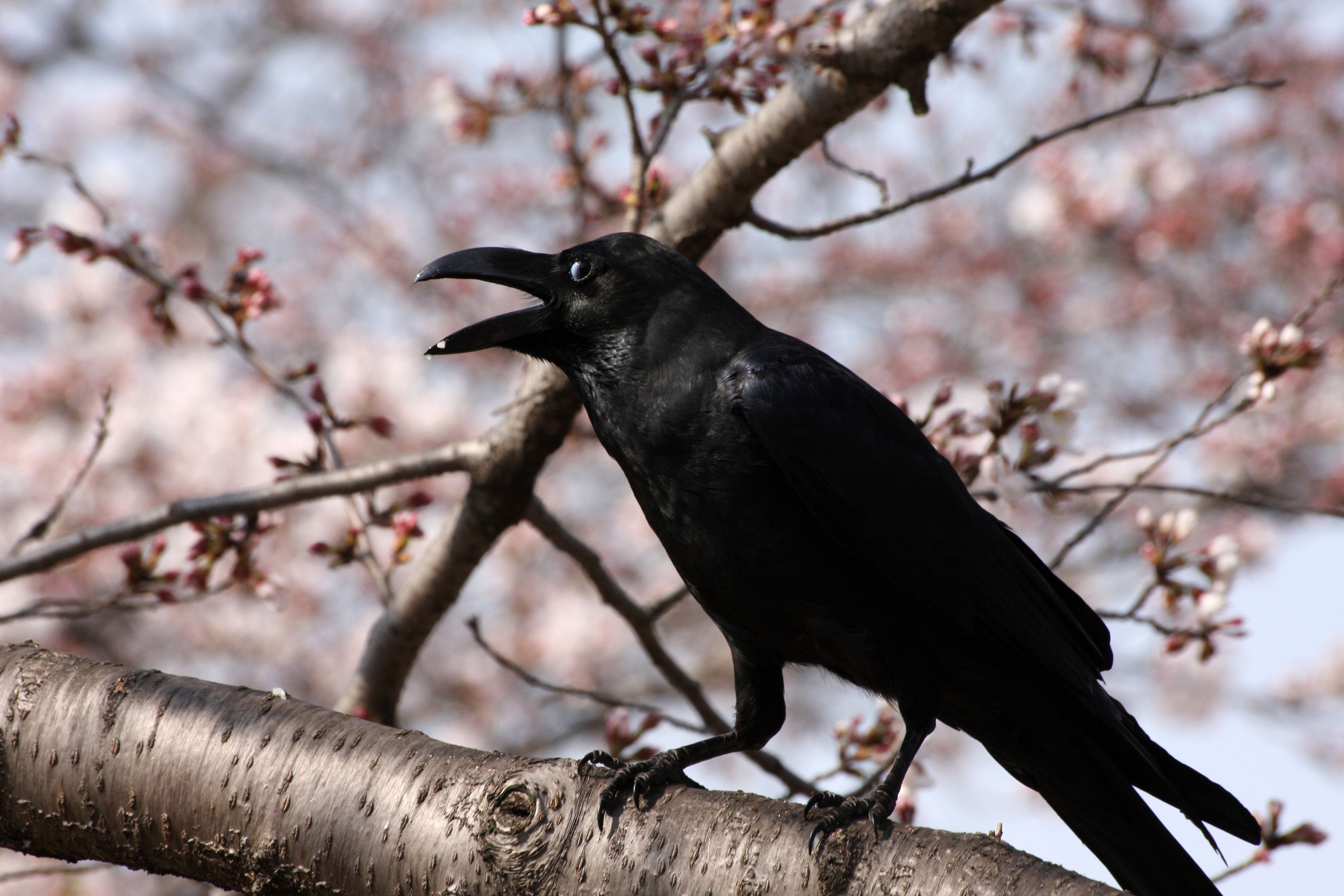
大嘴烏鴉
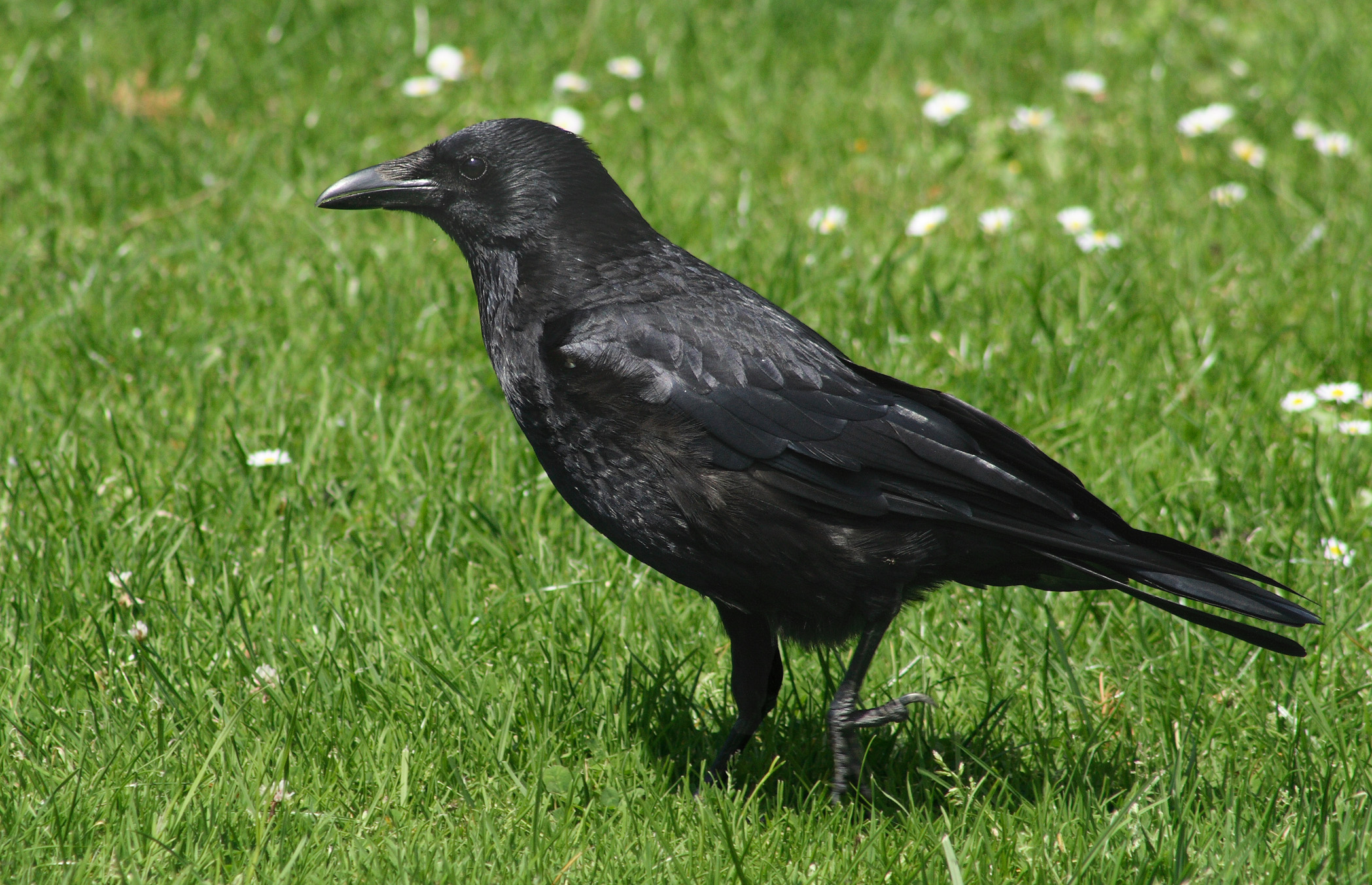
小嘴烏鴉
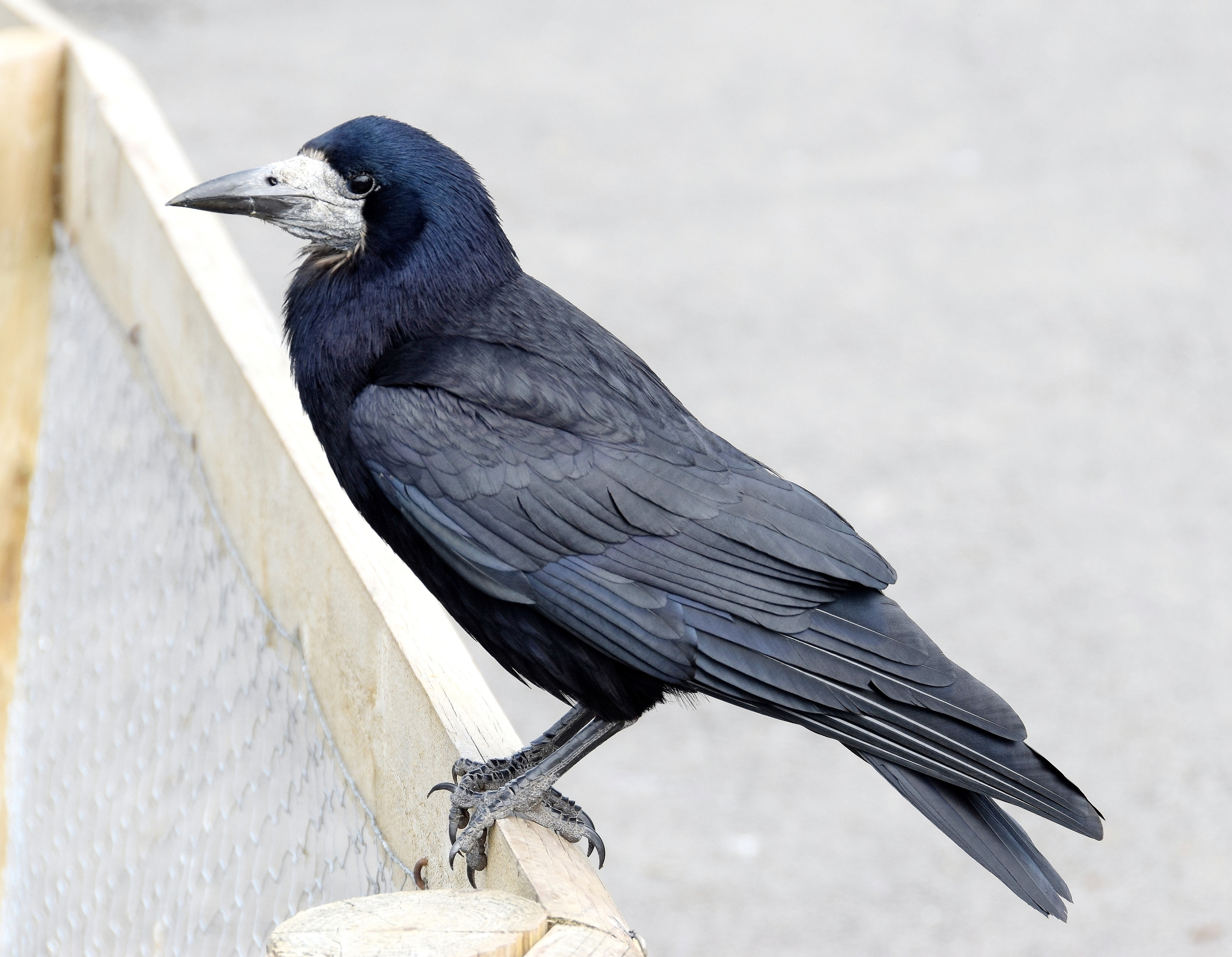
禿鼻烏鴉
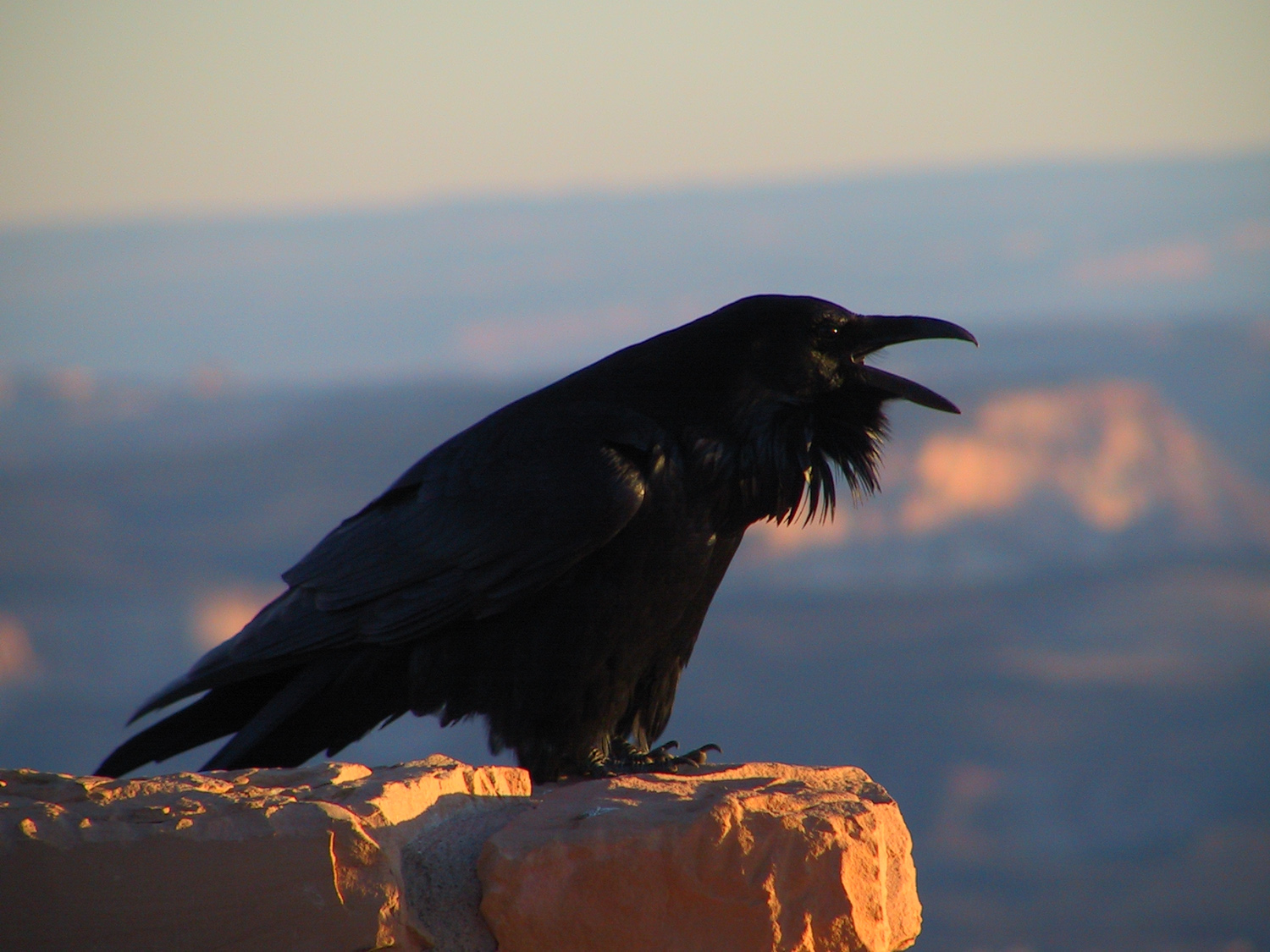
渡鴉
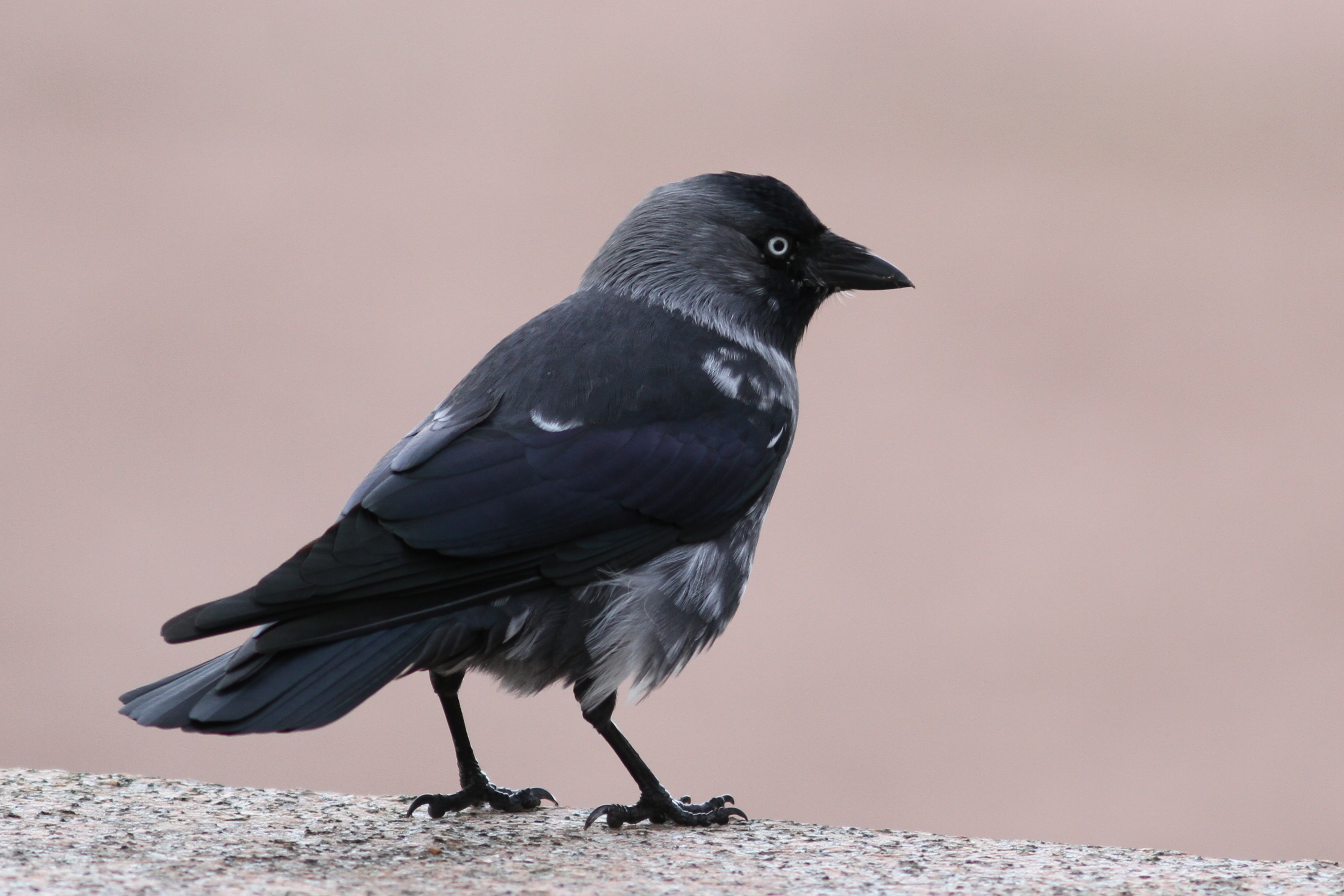
寒鴉
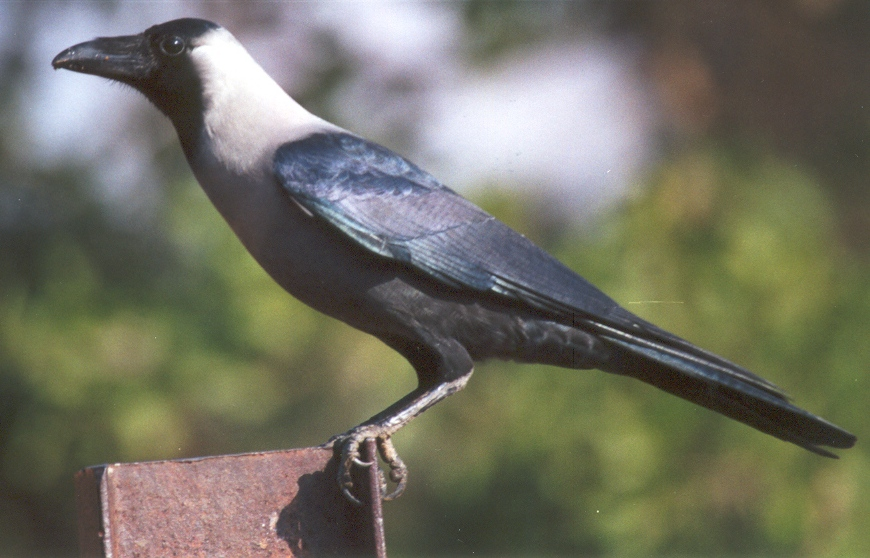
家鴉

## 另見
- 鴉科
- 鴉屬
- 喜鵲屬